# Scapulaseius brevibrachii
Scapulaseius brevibrachii är en spindeldjursart som först beskrevs av Wolfgang Karg och Oomen-Kalsbeek 1987.  Scapulaseius brevibrachii ingår i släktet Scapulaseius och familjen Phytoseiidae. Inga underarter finns listade i Catalogue of Life.